# Färdighetsämnen
Färdighetsämnen är ett begrepp som används eller har använts för att beskriva och klassificera skolämnen. Ordet har ingen entydig definition och används olika i olika sammanhang.  Några exempel:
I äldre klassificeringar av skolämnen, till exempel 1958 års folkskolestadga, skiljer man mellan läroämnen, övningsämnen och yrkesämnen. De två senare fördes ibland ihop under benämningen färdighetsämnen, medan läroämnena kallades teoretiska ämnen. I senare svenska  läroplaner saknas denna uppdelning.
Den finska utbildningsstyrelsen använder begreppet "konst och färdighetsundervisning", som innefattar  idrott och gymnastik, musik och bildkonst samt huslig ekonomi.
Begreppet används också på ett sätt som karakteriserar ämnets egenskaper och funktion utan att för den skull innebära en klassificering. I SFS 1985:587 benämns svenska och matematik som "grundläggande färdighetsämnen". I diskussioner om svenskämnets karaktär och funktion används begreppet färdighetsämne när man menar att ämneskunskaperna framför allt ska vara till praktisk nytta för eleverna, och att undervisningen ska innebära en träning av färdigheter med fokus på form och teknik snarare än innehåll. Andra sätt att se på svenskämnet betecknas i detta sammanhang som litteraturhistoriskt bildningsämne respektive erfarenhetspedagogiskt ämne.